# King Crusher
King Crusher est un jeu mobile roguelike développé par Ankama Games et sorti en 2019.